# タボラ
タボラ（Tabora）は、タンザニア中央部に位置し、タボーラ州の州都である。

## 地理・交通
タボラには、東のインド洋沿岸のダルエスサラームから、西のタンガニーカ湖岸のキゴマまで続く、鉄道路線の中央線が通っている。中央線から、他の路線が分岐する箇所であるカリウアの駅と同様に、やはり路線が分岐する箇所であるタボラの駅も、
中央線内における主要駅の1つとして数えられる。なお、タボラからは、シニャンガ州の州都であるシニャンガを経由して、北のビクトリア湖岸のムワンザまで続く鉄道路線も伸びている。

タンザニアの鉄道路線の概略図。西端にKigoma、途中にTabora、そしてタンザニアの首都のDodoma、インド洋岸のDar es Salamと路線が続いている。また、Taboraからは、Mwanzaへと北上する路線が分岐している。

なお、タボラには空港も設置されている。また、主要道路としては、北北東のンゼガなどへと伸びている道路が挙げられる。

## 都市の規模
2002年時点でのタボラの推計人口は、約12.7万人であった。なお、これはタボーラ州の西隣のキゴマ州の州都であるキゴマの2002年時点の人口とさして変わらない。

## 歴史
タボラは1850年代までには、アラブ人のキャラバンの中継地点として栄えていた。当時のタボラはウニャニェンベ、またはカゼーと呼ばれていた。インド洋に面したバガモヨからのキャラバンがタボラまでやってきて、ここから北のヴィクトリア湖周辺や北西のブガンダ王国、西のタンガニーカ湖畔の交易の拠点だったウジジ、南西のザンビア西部にまで向かっていった。当時、この地域の最大の交易品は奴隷であり、タボラは奴隷貿易のターミナルであった。1871年にはニャムウェジ人の王、ミランボによってタボラは征服され、以後タボラは、ニャムウェジ人勢力の中心都市となった。また、この地方の交易の中心だったタボラには、19世紀後半にヨーロッパ人の探検家も訪れ、リチャード・フランシス・バートン、ジョン・ハニング・スピーク、デイヴィッド・リヴィングストンやヘンリー・モートン・スタンリーなどが探険の途中にタボラを訪れた。
1885年に形式上はドイツ領東アフリカに組み込まれたものの、1891年ですら未だ実効支配は及んでいない状況であった。ただ、次第にドイツ施政下においてもタボラは重要な都市としての地位を占め、1914年には海岸のダルエスサラームから、タボラを通って、タンガニーカ湖畔のキゴマを結ぶ鉄道が開通した。さらに、その後のイギリス領時代に、タボラからヴィクトリア湖畔のムワンザへと鉄道が建設され、タボラは鉄道交通における要衝となった。